# Macrochilo orciferalis
Macrochilo orciferalis là một loài bướm đêm thuộc họ Noctuidae. Loài này có ở Wisconsin tới Nova Scotia, phía nam đến Florida và Texas.
Sải cánh dài khoảng 24 mm. Con trưởng thành bay từ tháng 6 đến tháng 8. Có ít nhất 2 đợt trưởng thành một năm ở đông bắc.